# Matres eller Matronae

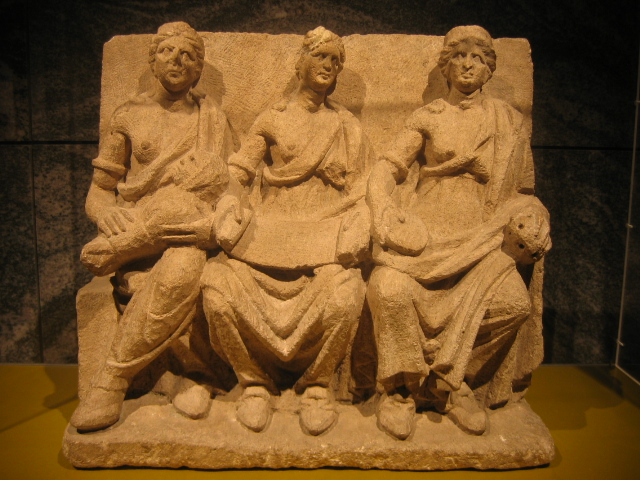
Matres eller Matronae.

Matres (latin: "mödrarna") eller Matronae (latin: "matronor") var en grupp av tre gudinnor som vördades i nordvästra Europa under antiken. De avbildas på votivgåvor och altare, nästan utan undantag som en grupp på tre, med inskriptioner (av vilka hälften är keltiska namn och andra hälften germanska), och vördades i de regioner av Germanien, östra Gallien och norra Italien som mellan 100-talet och 400-talet var en del av romarriket, samt i mindre grad i övriga romerska Europa.

## Funktion
Matres eller Matronae tycks ha varit mycket populära gudomar, men deras exakta funktion, liksom deras inhemska namn, är okända, och de är nu endast kända under det latinska namn romarna kallade dem.  Föreställningen om en treenighet av gudinnor är mycket gammal och vanlig i Europa, och går igen i föreställningen om nornorna, gracerna, moirerna och parcerna. 
Matres eller Matronae avbildades framifrån, antingen sittande eller stående, och med en eller flera av dem hållande en korg med frukt: även bebisar och ormar förekommer. I vissa fall bär den mittersta gudinnan utslaget hår medan de övriga bär huvudbonad. 
Rudolf Simek har föreslagit tolkningen av den gudinna som ibland har utslaget hår som föreställande oskuld eller en ogift kvinna, och de övriga två som representerande äktenskap, medan ormarna syftar på underjorden och döden och bebisarna på en skyddsfunktion över familjen och en funktion för åkallan vid barnsbörd. Gudinnorna bör alltså ha haft samband med livets, sexualitetens och dödens olika faser och tillbetts som styrande över ödet. 

## Dyrkan
Vissa motiv illustrerar att gudinnorna dyrkades genom brännandet av rökelse och offrandet av grisar, frukt och blommor. Inskriptionerna och avbildningarna av dem hittas sällan ensamma, utan ofta i mängd nära tempel och andra helgedomar. 